# Куршелет
Куршелет (фр. Courchelettes) насеље је и општина у североисточној Француској у региону Север-Па д Кале, у департману Север која припада префектури Дуе.
По подацима из 2011. године у општини је живело 2711 становника, а густина насељености је износила 1623,35 становника/km². Општина се простире на површини од 1,67 km². Налази се на средњој надморској висини од 33 метара (максималној 34 m, а минималној 26 m).

## Демографија
| 1962. | 1968. | 1975. | 1982. | 1990. | 1999. | 2011. |
| ----- | ----- | ----- | ----- | ----- | ----- | ----- |
| 1.847 | 2.270 | 2.572 | 2.986 | 3.018 | 2.851 | 2.711 |